# بدترنز (کرم رایانه‌ای)
بدترنز (به انگلیسی: Badtrans) کرمی است که در تاریخ ۲۴ نوامبر ۲۰۰۱ انتشار یافته‌است. 
این کرم با نصب کی‌لاگر اطلاعات ورود به سامانه‌های مختلف را توزیع می‌کند.